# 검상돌기

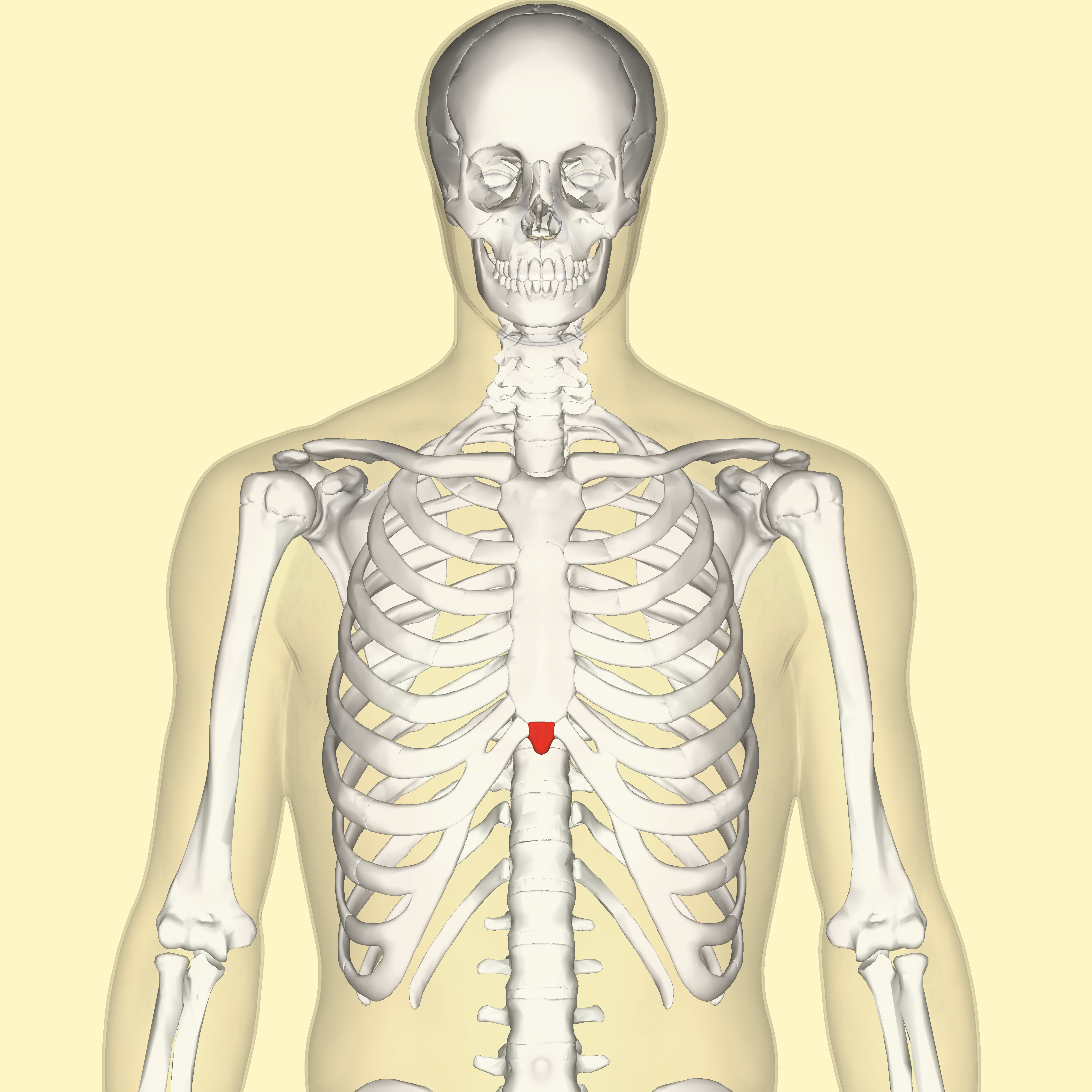

검상돌기(劍狀突起, 영어: xiphoid process, ensiform process, xiphisternum, metasternum, processus xiphoideus)는 성인 인간의 경우 보통 골화가 되는 복장뼈 아랫부분의 작은 연골이다. 영어로 xiphoid라고 하는데, 이 단어는 그리스어에서 파생한 것으로, 이와 동의어인 라틴어 ensiform은 '칼과 같은', '칼 모양의'를 의미한다.

## 임상적 중요성
심폐소생술(CPR)로 가슴을 압박할 때 검상돌기에 압박을 주는 것은 피하는 것이 좋다. 검상돌기가 부서지고 분리될 수 있고 이로 인해 가로막에 구멍이 날 수 있다. 게다가 간이 구멍이 나면서 치명적인 내부 출혈이 발생하게 된다.